# Gōshō Aoyama
Gōshō Aoyama (青山 剛昌?, Aoyama Gōshō; Daiei, 21 giugno 1963) è un fumettista giapponese, famoso per aver creato la serie manga Detective Conan.

## Biografia
Gōshō Aoyama era abile nel disegno sin da piccolo: mentre ancora frequentava il primo anno della scuola elementare, vinse una competizione con un dipinto, intitolato Yukiai War, che venne esposto al Tottori Daimaru Department Store. Dopo essersi diplomato al liceo Yuraikuei e raggiunta l'età adulta, poiché i suoi genitori erano contrari alla carriera di fumettista, Aoyama decise di diventare insegnante d'arte e s'iscrisse al College of Arts della Nihon University. Intanto continuò a disegnare, realizzando sfondi per la serie di Fuji TV Pon Kiki e per le attrazioni di Pirati dei Caraibi di Tokyo Disneyland. All'università, incontrò l'ex-alunno Yutaka Abe, diventato autore di fumetti, che lo prese come assistente. Fu lui a convincerlo a tornare sui suoi passi e cercare di diventare mangaka. Così, dopo un breve periodo come insegnante d'arte tirocinante al liceo di Daiei, nell'inverno 1986 partecipò ad una competizione fumettistica per esordienti e vinse: questo fu un elemento essenziale per la sua carriera di mangaka. Uno dei suoi primi lavori fu Chotto mattete, letteralmente Aspetta un attimo, che fu pubblicato sul settimanale Shōnen Sunday nell'inverno 1987 e ricevette il Premio Esordienti. Poco dopo, iniziò a lavorare sul manoscritto di Kaito Kid: il caporedattore non era interessato al progetto, ma gli disse che lo avrebbe preso in considerazione se fosse riuscito a raccoglierlo in volumi e a venderne centomila copie. Aoyama raggiunse l'obiettivo e così continuò a lavorare per Shōnen Sunday. Tra il 1988 e il 1993 Aoyama realizzò Yaiba, ispirato da un'attività da lui abitualmente praticata sin dai tempi del liceo, il kendō. Questo manga, composto da ventiquattro volumi, vinse lo Shogakukan Manga Award nel 1993, e fu la prima opera dell'autore ad essere adattata in un anime: la versione animata andò in onda dal 1993 al 1994 per un totale di 52 episodi, che coprono meno della metà degli eventi narrati nel manga. Tra il 1991 e il 1993 Aoyama realizzò Yoban sādo, breve serie di sei capitoli prodotta durante alcune pause di Yaiba e raccolta in un volume unico nel 1993.

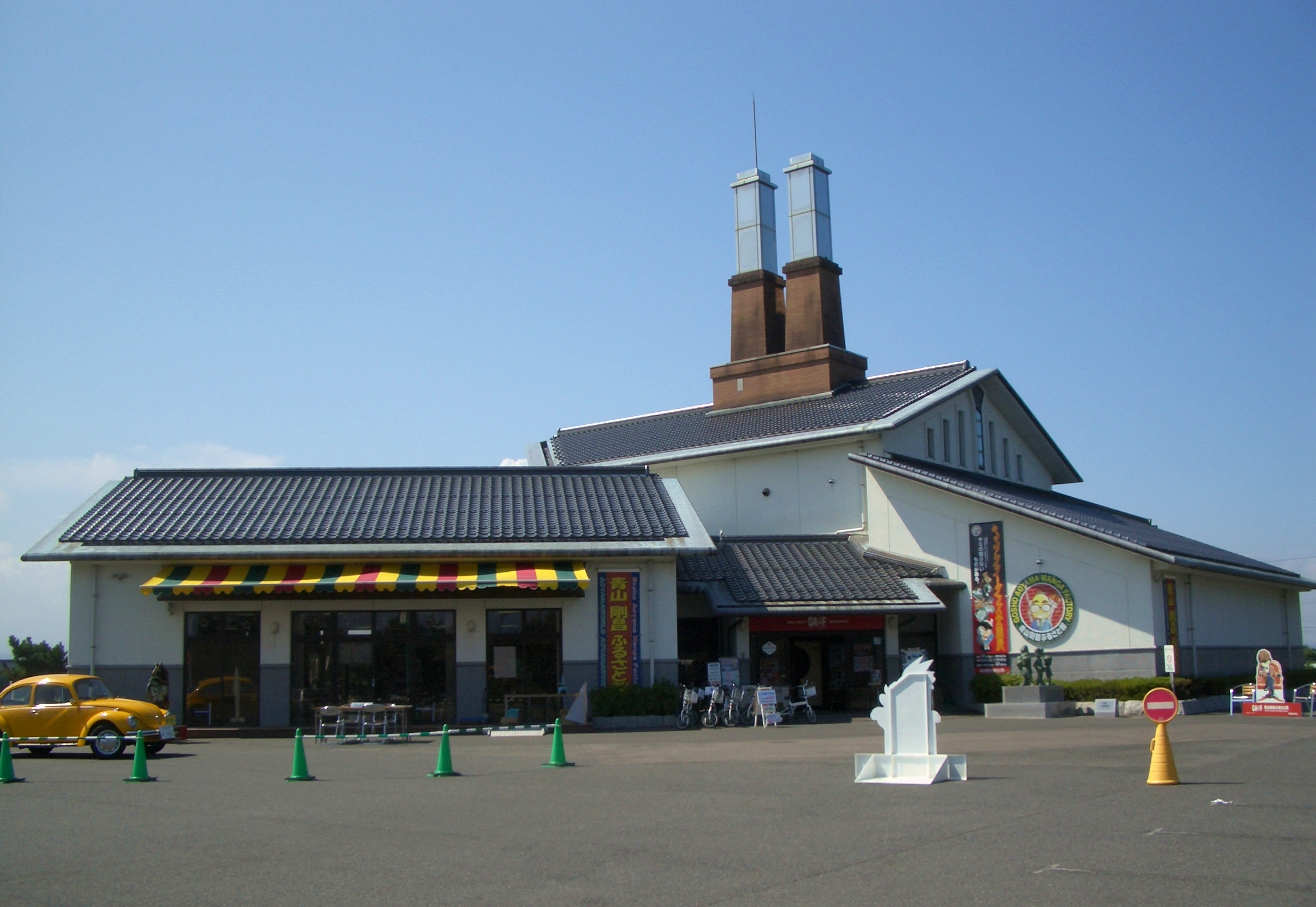
Lo Aoyama Gōshō Furusato-kan a Hokuei.

Il 1994 vide la nascita di Detective Conan, la sua opera più famosa, che gli valse un altro Shogakukan Manga Award nel 2001. Fu il redattore di Aoyama a chiedergli di realizzare un manga poliziesco che potesse raggiungere la popolarità di Kindaichi shōnen no jikenbo. La trama venne ideata in due settimane, traendo spunto da Mikeneko Holmes, storia di un gatto detective che non può risolvere da solo i casi a causa della sua condizione di animale, trovandosi così in una situazione simile a quella del protagonista Conan Edogawa, che, essendo tornato un bambino, non viene ascoltato dagli adulti e deve perciò prenderne in prestito le voci per ottenere la loro attenzione. Prima della pubblicazione, il caporedattore chiese a Aoyama di cambiare il titolo in Meitantei Doyle per evitare confusioni con Conan il ragazzo del futuro, ma l'autore rifiutò sia questa proposta che quella di mutare il titolo in Tantei Shōnen Conan. Il primo capitolo di Detective Conan fu pubblicato su Shōnen Sunday il 19 gennaio 1994 mentre il primo volume uscì nel giugno 1994 e, nonostante Aoyama fosse convinto che il manga sarebbe durato solo per qualche mese, ottenne un grande successo e l'opera è tuttora in corso di produzione: il 9 agosto 2017 è stato pubblicato il millesimo capitolo della serie, mentre il 18 ottobre 2021 è stato pubblicato il centesimo volume (ogni volume contiene 10 o 11 capitoli, tranne il primo che ne contiene nove). La serie è stata inoltre adattata in un anime prodotto da TMS Entertainment, trasmesso a partire dall'8 gennaio 1996 e ancora in corso: il 6 marzo 2021 è andato in onda il millesimo episodio. Conan valse al suo autore la notorietà internazionale e, nel 2007, nella sua città natale sono state erette statue dedicate a Conan Edogawa ed è stato aperto un museo, lo Aoyama Gōshō Furusato-kan.
Nel frattempo, Gōshō Aoyama ha realizzato, oltre a nuovi capitoli di Kaito Kid, anche il character design dei personaggi umani di Hamtaro nel 2000 e una nuova storia breve intitolata Tell Me A Lie nel 2007, che è il suo primo manga ad essere pubblicato su una rivista seinen. Da luglio a settembre 2012, prese parte come sceneggiatore alla realizzazione del manga AKB48 satsujin jiken ("Il caso di omicidio delle AKB48"), dedicato al gruppo di idol AKB48, di cui l'ideatore è il produttore discografico Yasushi Akimoto e l'illustratore è Masaki Gotō. Ha inoltre interpretato un agente della polizia scientifica nella serie televisiva giapponese Aibō, in un episodio speciale della nona stagione trasmesso il 1º gennaio 2011. L'8 aprile dello stesso anno, la Nihon University, sua alma mater, gli ha conferito il Nichigei Award for Excellence.

## Vita privata
Ha sposato la doppiatrice e cantante Minami Takayama il 5 maggio 2005, doppiatrice di Yaiba Kurogane e Conan Edogawa nelle rispettive versioni anime Yaiba e Detective Conan, da cui ha divorziato nel novembre 2007.
Aoyama ha due fratelli minori, un dottore e un ingegnere, che gli fanno da consulenti quando, in Detective Conan, devono apparire trucchi legati alle automobili o nozioni di medicina.

## Manga
I manga sono tutti pubblicati sulla rivista settimanale Weekly Shōnen Sunday, edita da Shogakukan, tranne dove indicato.
- Chotto mattete (ちょっとまってて? letteralmente: "Aspetta un attimo") - 1987.

Prima storia breve di Gōshō Aoyama. È stata pubblicata sui numeri 3-4 del 1987 di Weekly Shōnen Sunday, venendo poi raccolta in Aoyama Gōshō tanpenshū.
- Kaito Kid (まじっく快斗?, Majikku Kaito, Magic Kaito) - 1987-in corso.

Una serie che parla delle avventure di Kaito Kid, un liceale ladro gentiluomo che spesso usa le proprie abilità di prestigiatore per compiere furti di gioielli, con l'unico obiettivo di stanare gli assassini di suo padre. I primi due volumi sono stati pubblicati nel 1988 e, da allora, la serie non esce con regolarità: il terzo volume è stato pubblicato nel 1994, il quarto nel 2007 e il quinto nel 2017; nel 2024 sono usciti tre nuovi capitoli. Il personaggio di Kaito Kid compare spesso anche nel manga di Detective Conan.
- Yaiba - 1988-1993.

Una serie di ventiquattro volumi che parla delle avventure del giovane samurai Yaiba Kurogane. Ha vinto nel 1992 lo Shogakukan Manga Award ed è stato adattato in una serie anime di 51 episodi, in onda dal 1993 al 1994.
- Yoban sādo (4番サード? "Terza base numero 4") - 1991-1993

Una mini-serie composta da un solo tankōbon che parla di baseball, pubblicato anche nella versione del 2000 di Aoyama Gōshō tanpenshū.
- Aoyama Gōshō tanpenshū (青山剛昌短編集? "La collezione delle storie brevi di Gōshō Aoyama")

È composta da otto storie brevi di diverso genere, scritte nel corso degli anni, che si concludono in poche pagine.
- Detective Conan (名探偵コナン?, Meitantei Conan) - 1994-in corso.

È la serie più famosa di Gōshō Aoyama. Parla di un detective liceale, Shinichi Kudo, al quale una misteriosa organizzazione criminale somministra una strana sostanza con l'intenzione di ucciderlo, ma che, invece di provocarne la morte, lo fa ritornare bambino, conservando però una mente adulta.
- Tell Me A Lie ～Watashi ni uso o tsuite～ (Tell Me A Lie ～私にウソをついて～? "Dimmi una bugia") - 2007

È una storia breve di sei pagine, pubblicata sulla rivista seinen Weekly Young Sunday di Shogakukan e poi raccolta nella nuova edizione del 2011 di Aoyama Gōshō tanpenshū. Parla della liceale Terumi Arai (新井輝海?, Arai Terumi), che possiede sin dalla nascita l'abilità di percepire cosa sta realmente pensando una persona solo guardandola.
- AKB48 satsujin jiken (AKB48殺人事件?, Ē kē bī fōtieito satsujin jiken, "Il caso di omicidio delle AKB48"), ideato da Yasushi Akimoto[12], sceneggiato da Gōshō Aoyama, disegnato da Masaki Gotō[11] - 2012

È un manga giallo di nove capitoli con protagoniste le ragazze del gruppo di idol realmente esistente, AKB48, ed in particolare Rena Katō nel ruolo della vittima ed Atsuko Maeda nel ruolo della detective, mentre tutte le altre sono sospettate. Il manga è correlato ad una serie di cinque spot pubblicitari dei gelati Ice no Mi, prodotti dalla Glico, interpretati dalle stesse AKB48, in cui i lettori potevano trovare gli indizi per risolvere il caso. È stato serializzato su Weekly Shōnen Sunday dal 4 luglio fino a settembre del 2012 e raccolto in un tankōbon uscito il 18 settembre dello stesso anno.